# آتش در باد
آتش در باد: جزئی از کلیات شمس نام کتابی است از عباس کیارستمی فیلم‌نامه‌نویس، تهیه‌کننده و کارگردان ایرانی که در سال ۱۳۹۰ منتشر شد. او در این کتاب خود، گلچینی از غزلیات مولوی را ارائه داده است. آتش در دو جلد و به دو صورت جلد سخت و جلد نرم در ۱۱۰۵ صفحه توسط مؤسسه انتشارات دانشگاه تهران منتشر شده است.

## رونمایی
در سی‌ام تیرماه ۱۳۹۰ در مؤسسه فرهنگی، هنری کارنامه مراسم رونمایی این کتاب برگزار شد. در این مراسم جمعی از اهالی ادب و هنر از جمله نویسندگان، نقاشان و چهره‌هایی چون محمود دولت‌آبادی، محمدعلی سپانلو، علی دهباشی، فریده گلبو، پری‌یوش گنجی، حافظ موسوی و اسدالله امرایی حضور داشتند.